# Pablo Larrazábal
Pablo Larrazábal Corominas (Barcelona, España, 15 de mayo de 1983) es un golfista español. Pasó al profesionalismo en el año 2004, ganando desde entonces 8 torneos del Circuito Europeo. Ha disputado además 17 majors.

## Trayectoria
Nacido en Barcelona en 1983. Creció en Cantabria, donde comenzó trabajando en la piscifactoría de su padre en Pesués.
El 1 de diciembre de 2019 gana el primer torneo de la temporada 2020 del circuito europeo de la PGA ganando el Alfred Dunhill Championship.

## Victorias como profesional (10)

### Circuito Europeo (9)
| Núm. | Fecha                                   | Torneo                            | Puntuación ganadora | A par | Margen de victoria | Subcampeones                |
| ---- | --------------------------------------- | --------------------------------- | ------------------- | ----- | ------------------ | --------------------------- |
| 1    | 29 de junio de 2008                     | Open de France ALSTOM             | 65-70-67-67=269     | −15   | 4 golpes           | Colin Montgomerie           |
| 2    | 26 de junio de 2011                     | BMW International Open            | 68-67-69-68=272     | −16   | Playoff            | Sergio García               |
| 3    | 19 de enero de 2014                     | Abu Dhabi HSBC Golf Championship. | 69-70-68-67=274     | −14   | 1 golpe            | Rory McIlroy Phil Mickelson |
| 4    | 28 de junio de 2015                     | BMW International Open (2)        | 70-66-69-66=271     | −17   | 1 golpe            | Henrik Stenson              |
| 5    | 1 de diciembre de 2019 (Temporada 2020) | Alfred Dunhill Championship       | 66-69-70-75=280     | −8    | 1 golpe            | Joel Sjöholm                |
| 6    | 13 de marzo de 2022                     | MyGolfLife Open                   | 63-65-71-67=266     | −22   | Playoff            | Adri Arnaus Jordan Smith    |
| 7    | 24 de abril de 2022                     | ISPS Handa Championship in Spain  | 67-68-68-62=265     | −15   | 1 golpe            | Adrián Otaegui              |
| 8    | 30 de abril de 2023                     | Korea Championship                | 68-70-71-67=276     | −12   | 2 golpes           | Marcus Helligkilde          |
| 9    | 28 de mayo de 2023                      | KLM OPEN                          | 66-73-67-69=275     | -13   | 2 golpes           | Adrián Otaegui              |

### Circuito de los Alpes (1)
| Núm. | Fecha               | Torneo                    | Puntuación ganadora | A par | Margen de victoria | Subcampeones |
| ---- | ------------------- | ------------------------- | ------------------- | ----- | ------------------ | ------------ |
| 1    | 28 de abril de 2012 | Peugeot Alps de Barcelona | 64-65-65=194        | −16   | 4 golpes           | Ivó Giner    |

## Resultados en los grandes
| Torneo                | 2007 | 2008 | 2009 | 2010 | 2011 | 2012 | 2013 | 2014 | 2015 | 2016 | 2017 |
| --------------------- | ---- | ---- | ---- | ---- | ---- | ---- | ---- | ---- | ---- | ---- | ---- |
| Masters de Augusta    | DNP  | DNP  | DNP  | DNP  | DNP  | DNP  | DNP  | DNP  | DNP  | DNP  | DNP  |
| U.S. Open             | DNP  | DNP  | DNP  | DNP  | DNP  | DNP  | DNP  | CUT  | DNP  | DNP  | DNP  |
| The Open Championship | DNP  | T70  | CUT  | DNP  | T30  | T45  | DNP  | CUT  | CUT  | DNP  | CUT  |
| PGA Championship      | DNP  | CUT  | DNP  | DNP  | T45  | CUT  | CUT  | CUT  | CUT  | DNP  | CUT  |

CUT = No pasó el corte

DNP = No participó

"T" indica: empatado con otros.

Fondo amarillo indica puesto entre los 10 primeros (top-10).

## Resultados en Series Mundiales de Golf
Resultados no ordenados cronológicamente antes de 2015.
| Torneo                       | 2008 | 2009 | 2010 | 2011 | 2012 | 2013 | 2014 | 2015 | 2016 | 2017 |
| ---------------------------- | ---- | ---- | ---- | ---- | ---- | ---- | ---- | ---- | ---- | ---- |
| WGC-Campeonato Cadillac      | DNP  | 79   | DNP  | DNP  | T66  | DNP  | DNP  | DNP  | DNP  | T72  |
| WGC Match Play               | DNP  | DNP  | DNP  | DNP  | DNP  | DNP  | T33  | DNP  | DNP  | DNP  |
| WGC-Bridgestone Invitational | 76   | DNP  | DNP  | 74   | DNP  | DNP  | T63  | T50  | DNP  | DNP  |
| WGC-HSBC Champions           | DNP  | DNP  | DNP  | T20  | DNP  | DNP  | T14  | DNP  | DNP  | DNP  |

DNP = No jugado (Did Not Play)
QF, R16, R32, R64 = Ronda en la cual el jugador perdió
T = Empatado con otros
Fondo amarillo, puesto entre los diez primeros (top ten).

## Apariciones en equipo
Amateur
- Eisenhower Trophy (representando a España): 2000

Profesional
- Copa Mundial de Golf (representando a España): 2008
- Royal Trophy (representando a Europa): 2009
- Seve Trophy (representando a Europa Continental): 2011
- EurAsia Cup (representando a Europa): 2014